# Lindi (Region)
Lindi ist eine der 31 Regionen in Tansania, der Sitz der Verwaltung ist in der Stadt Lindi. Mit einer Fläche von 66.040 Quadratkilometer ist es beinahe so groß wie Bayern, hatte bei der Volkszählung 2022 mit rund 1,2 Millionen Einwohner nur ein Zehntel dessen Bevölkerungsdichte. Etwa ein Drittel der Fläche gehört zum Nyerere-Nationalpark und dem Selous-Wildreservat. Der wichtigste Wirtschaftszweig ist die Landwirtschaft, wobei vor allem Mais, Maniok, Cashewnüsse und Sesam angebaut werden.

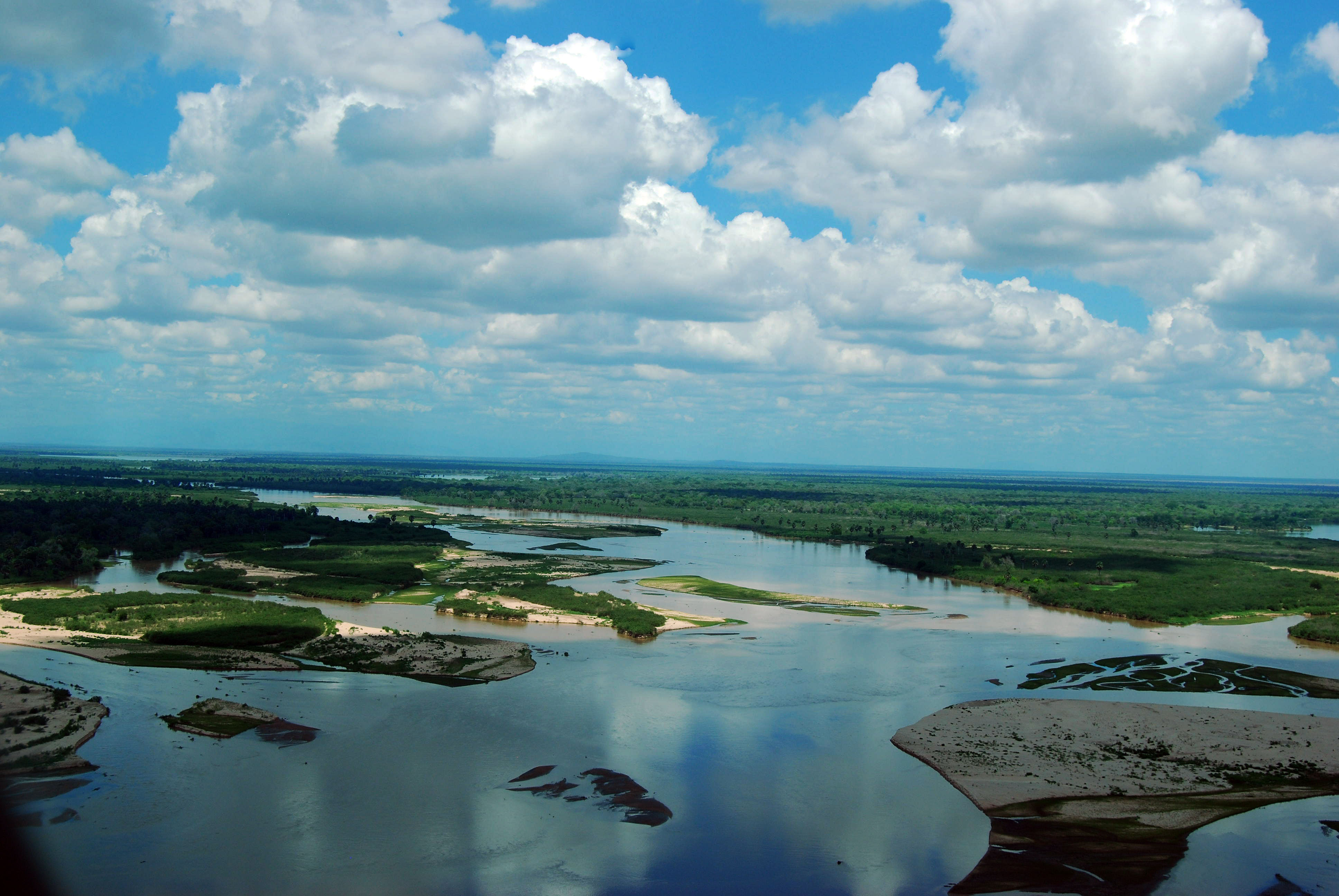
Selous Wildreservat am Fluss Rufij

## Geographie
Von der stark gegliederten Küste des Indischen Ozeans im Osten steigt das Land rasch auf eine durchschnittliche Höhe von 300 Meter über dem Meeresniveau an. Einzelne Gebirgsstöcke erreichen Höhen von knapp unter eintausend Meter. Entwässert wird die Region von den Flüssen Rufij, dieser ist auch Grenzfluss zur Region Morogoro, Mbewmburu und kleineren Flüssen, die alle in den Indischen Ozean münden. Mehr as ein Viertel der Regionsfläche entfällt auf das Selous Wildreservat, das im Westen des Landes liegt.

### Klima

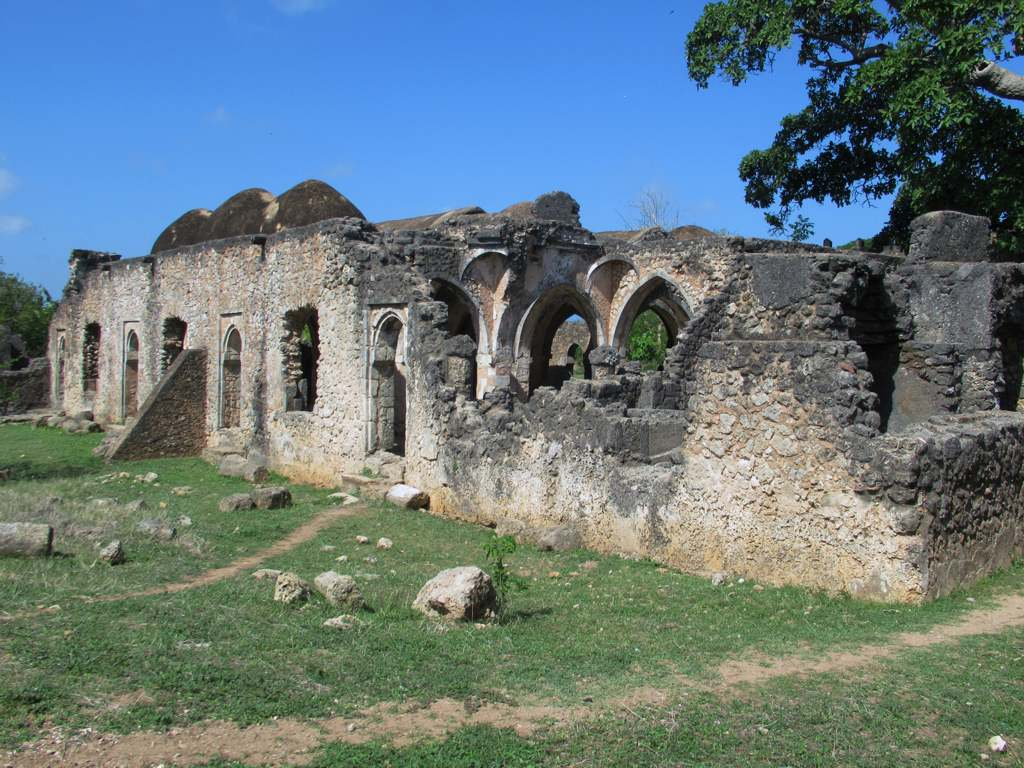
Kilwa, Ruinen aus dem 15. Jahrhundert

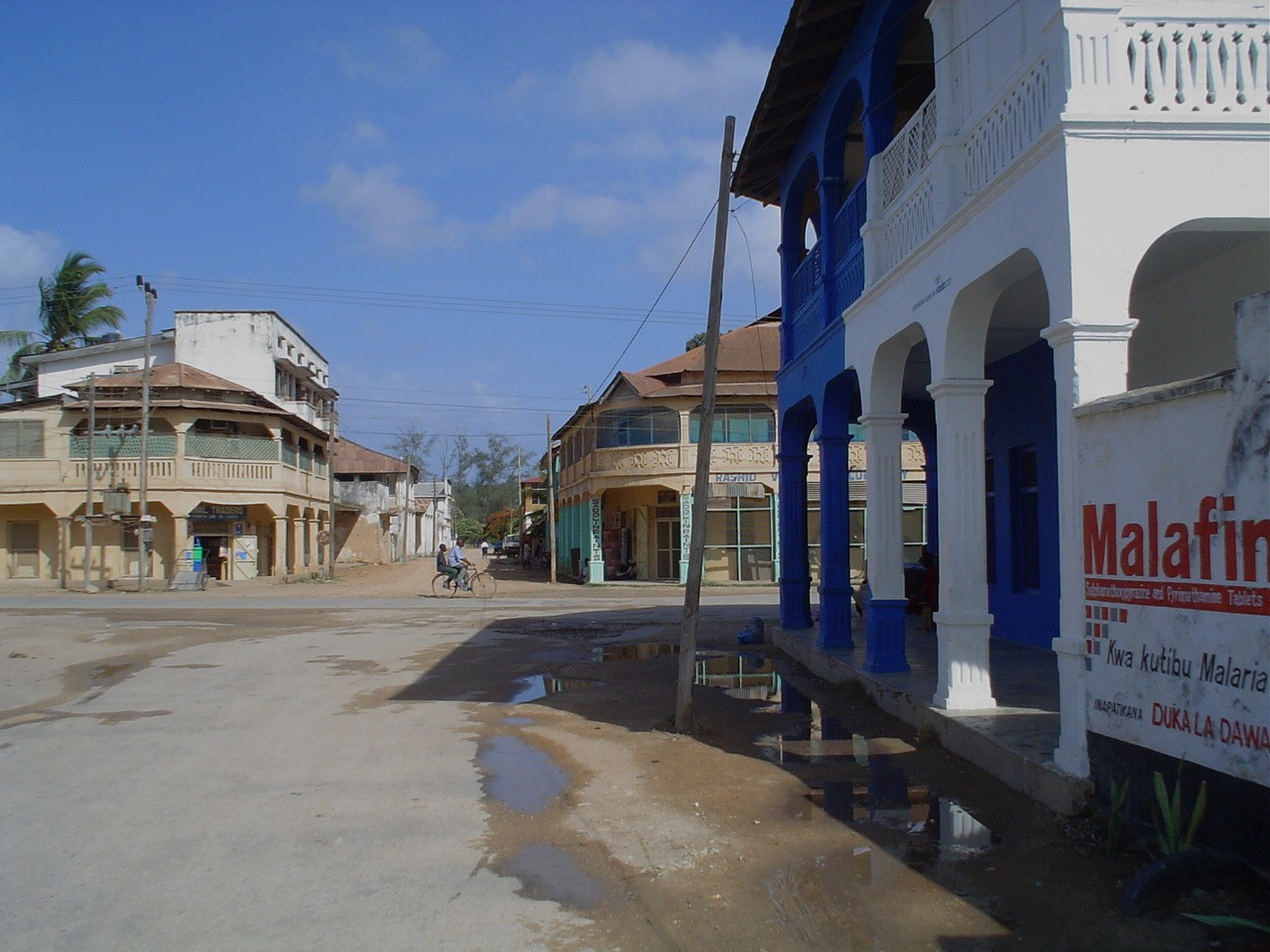
Häuser aus der Kolonialzeit in Lindi

Das Klima ist tropisch. Die Niederschläge von jährlich 750 bis 1200 Millimeter fallen größtenteils in der Regenzeit von November bis April, von Mai bis Oktober ist es trocken. Die Durchschnittstemperaturen liegen zwischen 24 und 27 Grad Celsius, sind aber von der Jahreszeit und der geographischen Lage abhängig. Der Küstenstreifen ist heißer als das hügelige Plateau im Landesinneren.
|                        | Jan  | Feb  | Mär  | Apr  | Mai  | Jun  | Jul  | Aug  | Sep  | Okt  | Nov  | Dez  |   |      |
| Mittl. Temperatur (°C) | 27,4 | 27,6 | 27,5 | 27,1 | 26,2 | 25   | 24,6 | 24,7 | 25   | 26   | 27,2 | 27,7 | ⌀ | 26,3 |
| Mittl. Tagesmax. (°C)  | 31,1 | 31,5 | 31,6 | 31,2 | 30,9 | 30,4 | 30,1 | 30,1 | 29,8 | 30,3 | 31,3 | 31,6 | ⌀ | 30,8 |
| Mittl. Tagesmin. (°C)  | 23,8 | 23,7 | 23,4 | 23   | 21,5 | 19,6 | 19,1 | 19,4 | 20,2 | 21,7 | 23,2 | 23,9 | ⌀ | 21,9 |
|                        |      |      |      |      |      |      |      |      |      |      |      |      |   |      |
| Niederschlag (mm)      | 153  | 144  | 168  | 165  | 34   | 9    | 8    | 9    | 13   | 22   | 53   | 132  | Σ | 910  |

| 23,8 |

| 23,7 |

| 23,4 |

| 23 |

| 21,5 |

| 19,6 |

| 19,1 |

| 19,4 |

| 20,2 |

| 21,7 |

| 23,2 |

| 23,9 |

| 23,8 |

| 23,7 |

| 23,4 |

| 23 |

| 21,5 |

| 19,6 |

| 19,1 |

| 19,4 |

| 20,2 |

| 21,7 |

| 23,2 |

| 23,9 |

### Nachbarregionen
|          | Pwani                                       |                 |
| Morogoro | Kompassrose, die auf Nachbargemeinden zeigt | Indischer Ozean |
| Ruvuma   | Mtwara                                      |                 |

## Geschichte
Die Insel Kilwa war im elften Jahrhundert ein wichtiger Hafen, in dem Gold aus Simbabwe verschifft wurde.
Als Tansania im Jahr 1961 selbständig wurde, war Lindi Teil der Region Süd, gemeinsam mit den heutigen Regionen Mtwara und Ruvuma. Die Region Lindi in ihrer heutigen Form entstand am 1. Juli 1971.

## Verwaltungsgliederung
Die Region wird in sechs Distrikte unterteilt:
| Distrikt   | Einwohner 1988 | Einwohner 2002 | Einwohner 2012 | Einwohner 2016 | Einwohner 2022 |
| ---------- | -------------- | -------------- | -------------- | -------------- | -------------- |
| Kilwa      | 150.419        | 171.057        | 190.744        | 197.998        | 297.676        |
| Lindi DC   | 326.362        | 255.957        | 272.984        | 106.394        | 166.493        |
| Lindi MC   | 326.362        | 255.957        | 272.984        | 81.839         | 174.126        |
| Liwale     | 52.240         | 75.128         | 91.380         | 94.855         | 136.505        |
| Nachingwea | 117.473        | 161.473        | 178.464        | 185.281        | 233.655        |
| Ruangwa    | -              | 124.009        | 131.080        | 136.065        | 185.573        |

## Bevölkerung
In der Region leben hauptsächlich Mwera, Makonde, Ngindo, Matumbi und Machinga, aber auch Minderheiten aus asiatischer und arabischer Herkunft. Die Bevölkerung ist zu 45 Prozent muslimisch, 30 Prozent sind Christen.
| - Bildung: In der Region Lindi gibt es 503 Grundschulen und 123 weiterführende Schulen, sowie eine Lehrerausbildungsschule, drei Hochschulen und eine Universität. Von den über Fünfjährigen konnten 57 Prozent Swahili Lesen und Schreiben, sechs Prozent konnten Englisch und Swahili, 37 Prozent waren Analphabeten. - Gesundheit: Für die medizinische Versorgung der Bevölkerung stehen neun Krankenhäuser, 19 Gesundheitszentren und 205 Apotherken zur Verfügung. - Wasser: Im Jahr 2012 hatten 55 Prozent der Bevölkerung Zugang zu sicherem und sauberem Wasser. Die Versorgung in der Stadt Lindi ist mit drei Viertel deutlich besser: Die Versorgung auf dem Land wird schwieriger, da durch den Klimawandel Quellen austrocknen. | Hier fehlt eine Grafik, die leider im Moment aus technischen Gründen nicht angezeigt werden kann. Wir arbeiten daran! |

## Wirtschaft und Infrastruktur
| Die wichtigste wirtschaftliche Tätigkeit ist die Landwirtschaft. Daneben gibt es Holzverarbeitung in allen Distrikten und Fischerei vor allem im Distrikt Kilwa. In den Distrikten Kilwa und Lindi wird Erdgas gefunden. Von den 224.000 Haushalten in der Region beschäftigen sich 181.000 mit Landwirtschaft, das sind mehr als achtzig Prozent. Für den Eigenbedaref werden überwiegend Maniok, Hirse, Mais und Reis angebaut, für den Verkauf bestimmt sind Kokosnüsse, Cashewnüsse und Sesam. Insgesamt haben 44 Prozent aller Haushalte Nutztiere, auf dem Land sind es 88 Prozent, in der Stadt 12 Prozent. Am meisten gehalten werden Geflügel, aber auch Rinder und Ziegen. In den Distrikten im Norden und im Westen gibt es Wälder, wo Holz gefällt wird. Holzverarbeitung findet in der ganzen Region statt. | Hier fehlt eine Grafik, die leider im Moment aus technischen Gründen nicht angezeigt werden kann. Wir arbeiten daran! |

### Fremdenverkehr

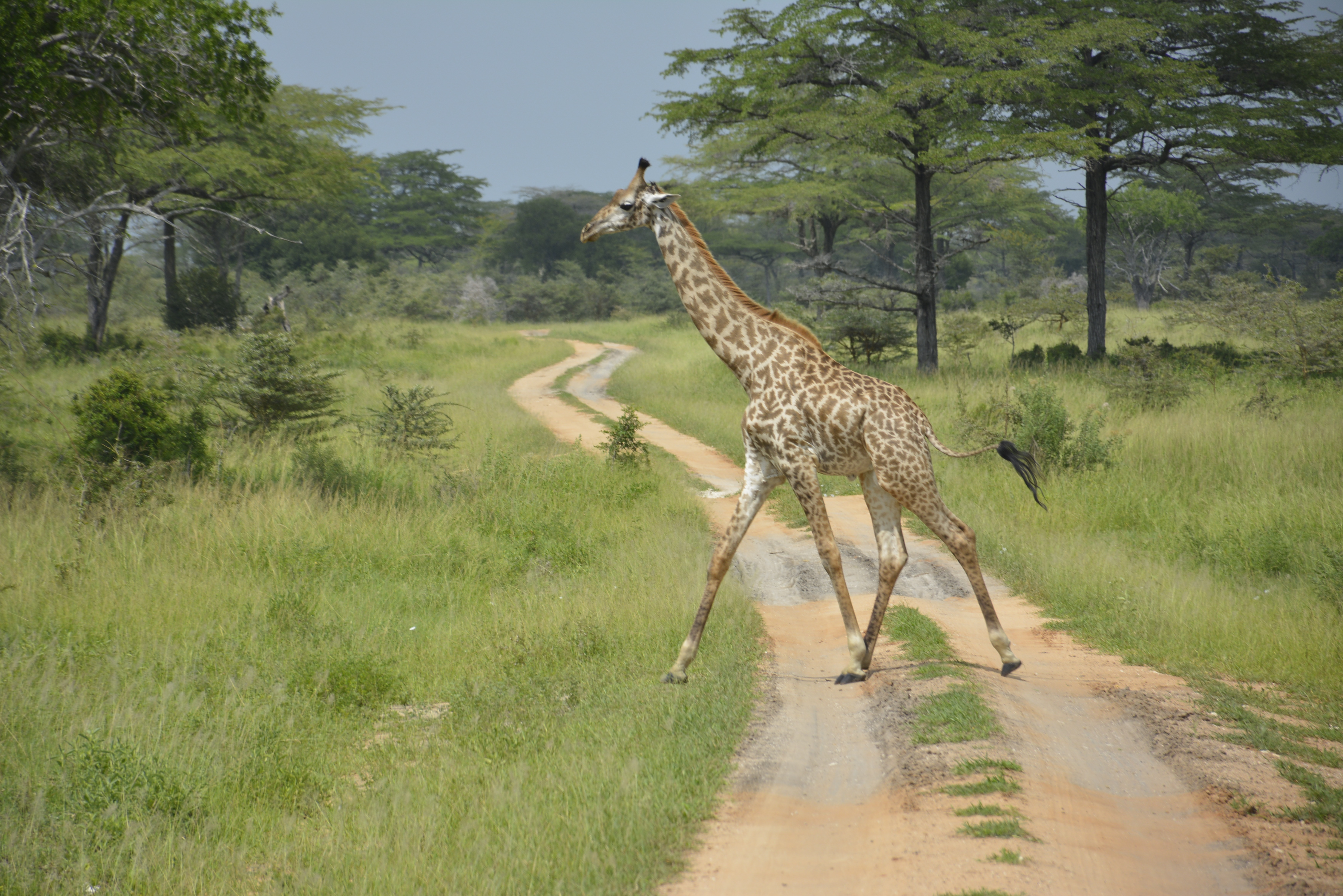
Giraffe im Selous Wildpark

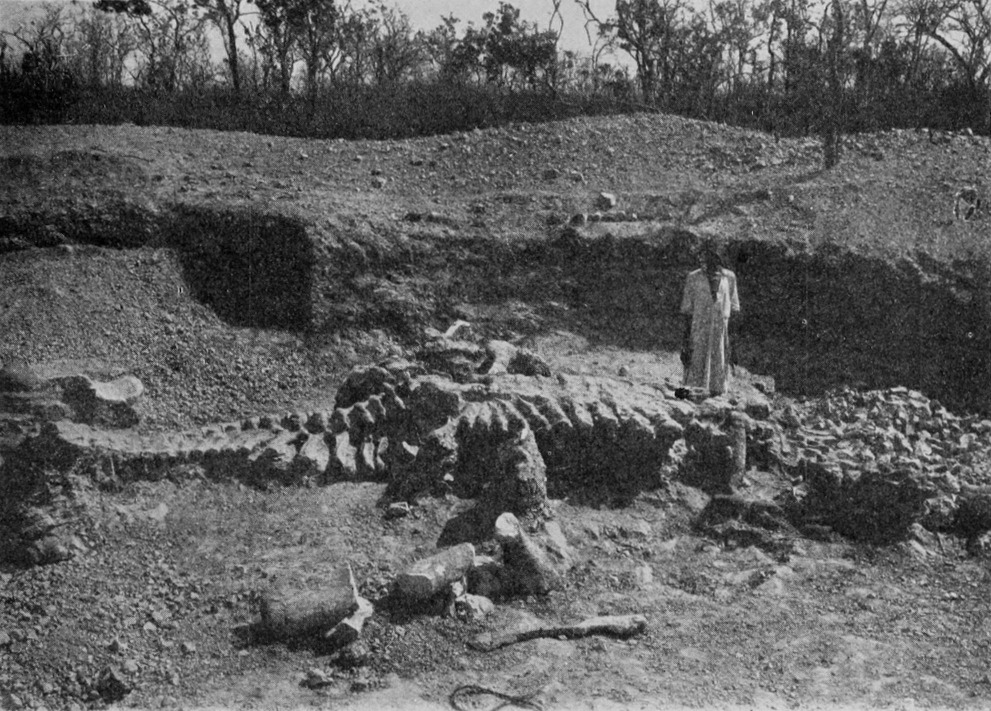
Saurier-Ausgrabung in Deutsch-Ostafrika

- Selous-Wildreservat: Schon im Jahr 1896 wurde der Grundstein des Reservates gelegt, 1982 wurde er zum UNESCO-Welterbe erklärt. Die beste Besuchszeit ist die Trockenzeit von Juli bis Oktober. Auf 50.000 Quadratkilometern sind neben hunderten Vogelarten auch viele Säugetiere zu sehen: Elefanten, Nashörner und Nilpferde, aber auch Gnus, Antilopen, Zebras, Giraffen, Warzenschweine, Hyänen, Löwen, Leoparden, Jagdhunde und eine der größten Populationen von  Büffeln in Afrika. Als Besonderheit werden Wandersafaris angeboten.[17]
- Strände: Die schönsten Strände findet man bei Kijiweni, Mchinga, Sudi und Kilwa.[18]
- Kilwa Kisiwani: Die Insel wurde bereits im 9. Jahrhundert besiedelt und erlangte im 13. und 14. Jahrhundert Wohlstand durch den Handel mit Gold und Elfenbein. Am besten erhalten sind die aus dem 11. Jahrhundert stammende Große Moschee und die Ruinen des zwischen 1310 und 1333 erbauten Palastes Husuni Kubwa. Im Jahr 1996 wurde Kilwa Kisiwani zusammen mit der Nachbarinsel Songo Mnara zum UNESCO-Kulturerbe erklärt.[19]
- Das Tendaguru-Tal ist eine bedeutende Fundstätte von versteinerten Dinosauriern.[20]

### Verkehr
- Straßen: Von den insgesamt 7118 Kilometer Straßen in der Region sind 1200 Kilometer asphaltiert.[6] Die bedeutendste Straße ist die Nationalstraße von Mtwara im Süden zur Hauptstadt Lindi und weiter die Küste entlang nach Daressalam im Norden.[21]
- Hafen: In Lindi und in Kilwa befinden sich kleine Häfen von lokaler Bedeutung.[6]